# 45-mm-Panzerabwehrkanone M1942 (M-42)
Die 45-mm-Panzerabwehrkanone M1942 (russisch 45-мм противотанковая пушка образца 1942 года) war eine sowjetische Panzerabwehrkanone mit einem Kaliber von 45 mm aus der Zeit des Zweiten Weltkrieges. Die Werksbezeichnung der Waffe lautete M-42 (М-42), der GAU-Index 52-P-243S (52-П-243С). Sie wurde ab 1942 gefertigt und schon beginnend ab 1943 aufgrund ihrer zu geringen Durchschlagskraft durch die 57-mm-Panzerabwehrkanone M1943 abgelöst. Im Jahr 1946 wurde die Produktion der Waffe beendet. In der Nationalen Volksarmee der DDR wurde die Waffe zwischen 1952 und 1965 genutzt.

## Entwicklung
Nach dem deutschen Angriff 1941 auf die Sowjetunion gingen große Stückzahlen der 45-mm-Panzerabwehrkanone Modell 1937 verloren. Schon vor dem Angriff hatte die Wehrmacht neue Panzertypen entwickelt und vorhandene Panzertypen mit Zusatzpanzerungen versehen, welche das Modell 1937 weniger wirkungsvoll machten. Infolgedessen wurde im Werk (Zawod) Nr. 172 in Motowilicha eine verbesserte Ausführung des Geschützes entwickelt. Durch die Verlängerung des Kanonenrohrs von bisher 46 Kaliberlängen auf nunmehr 68,6 Kaliberlängen, einer stärkeren Treibladung der Patrone und einiger technischer Vereinfachung der Lafettierung für eine schnellere Serienfertigung entstand das neue Modell 1942. Der Effekt der ersten beiden Maßnahmen führte zur Steigerung der Mündungsgeschwindigkeit des Geschosses von 760 m/s auf 870 m/s.
Zusätzlich wurde der Schutzschild von bisher 4,5 mm auf 7 mm verstärkt, um den Durchschlag von deutscher SMK-Munition (panzerbrechend) zu verhindern.

## Produktion
Die Produktion begann im Einführungsjahr 1942 und endet im Jahr 1946. In Summe wurden 11.156 Geschütze dieses Typs gefertigt.
| Jahr      | 1942 | 1943  | 1944  | 1945  | 1946 | Gesamt |
| --------- | ---- | ----- | ----- | ----- | ---- | ------ |
| Stückzahl | 173  | 4.151 | 4.628 | 2.064 | 140  | 11.156 |

## Technische Beschreibung
Die 45-mm-Panzerabwehrkanone Modell 1942 basiert unmittelbar auf der 45-mm-Panzerabwehrkanone Modell 1937. Diese wiederum basiert auf einem von Rheinmetall entworfenen 37-mm-Panzerabwehrgeschütz, aus dem auch die deutsche 3,7-cm-Panzerabwehrkanone entwickelt wurde. Alle diese Geschütze weisen eine hohe optische Ähnlichkeit auf, welche bei den kurzläufigen Geschützen auch zu Verwechslungen führen kann. Die M-42 ist jedoch unmittelbar an ihrem sehr langen Rohr erkennbar, welches wiederum eher dem der konischen deutschen 4,2-cm-Panzerabwehrkanone 41 ähnelt.
Die Form des Schildes und die klassische Spreitzlafette dieser Entwicklungslinie und dieser später als leichte Panzerabwehrgeschütze klassifizierten Waffen wurden im Wesentlichen beibehalten. Der obere Teil des Schild war nach wie vor abklappbar gehalten und die Seitenplatten wiesen nun runde Aussparungen auf, um die Oberkante des Geschützes mit aufgestelltem Schild im Gelände durch die weichere Form weniger auffällig zu machen. Ferner erhielten die genieteten Auflagestücke der oberen Schildplatten eine neue einfache U-Form.
Auf der linken Seite der Waffe findet sich der Platz für den Richtschützen mit Richtoptik und den Handrädern für das Richten. Auf der rechten Seite führt der Ladeschütze die einzelnen Patronen in den Lauf. Der vertikale Keilverschluss funktioniert halbautomatisch und wirft die leere Hülse nach dem Schuss aus.

### Munition
Für die M-42 war neben der panzerbrechenden Munition auch ein Sprenggeschoss und ein Schrapnellgeschoss für die Bekämpfung weicher Ziele verfügbar.
Munitionstypen:
- 53-BR-240 (53-Б-240) Panzergranate
- 53-BR-240 (53-Б-240) Panzergranate mit Leuchtspur
- 53-BR-240SP (53-БР-240СП) Hartkern mit Kappe / Panzergranate mit Leuchtspur
- 53-BR-240P (53-БР-240П) Hartkern (Unterkaliber) Panzergranate
- 53-O-240 (53-О-240) Sprenggranate
- 53-O-240A (53-О-240A) Sprenggranate (Stahl)
- 53-SH-240 (53-Щ-240) Schrapnellgranate
- 53-D-240 (53-Д-240) Nebelgranate

## Einsatz
Im Jahr 1942 war das Geschütz in der Lage, alle bekannten von den Deutschen zum Einsatz gebrachten Panzertypen erfolgreich zu bekämpfen. Die M-42 stellte damit eine deutliche Verbesserung gegenüber der zuvor im Einsatz befindlichen 45-mm-Pak der sowjetischen Armee dar, doch die gesteigerte Panzerung der neuen deutschen Kampfpanzer im Jahr 1943 stellte auch für das leistungsgesteigerte Geschütz ein Problem dar. Aus diesem Grund wurden in vielen Frontverbänden die leistungsstärkeren 57-mm-Panzerabwehrkanonen ZIS-2 verwendet.
Doch vorsichtig eingesetzt war die leicht zu produzierende und im Mannschaftszug gut bewegliche M-42 für die sowjetischen Infanterieverbände auch in den folgenden Jahren noch eine hilfreiche Unterstützungswaffe, die bei seitlichem Schussfeld auch die zumeist anzutreffenden deutschen Fahrzeuge auf Panzerkampfwagen-IV-Basis und jene auf dem Panther-Fahrgestell ausschalten konnte.
Die systematische Nutzung durch die Wehrmacht ist nicht speziell dokumentiert. Doch sicher werden an der Front erbeutete Geschütze zum Einsatz gekommen sein. Das Vorläufer-Modell 1937 zumindest erhielt eine eigene Beutegeschütznummer. Ob diese auch für die „Variante“ mit langem Rohr genutzt wurde, ist nicht geklärt.

## Nutzerstaaten
Im Jahr 2016 war das Geschütz noch in folgenden Ländern im Bestand / Einsatz:
- Jordanien – 216 Stück (Reserve)
- Tunesien – 12 Stück
- Venezuela – 6 Stück

## Museale Rezeption
Im heutigen Russland sind noch immer einige dieser Geschütze als Denkmäler oder in Ausstellungen zu finden:
- Oreschek (Festungsmuseum), Орешек (крепость)
- Perm (Museum der Geschichte der Motowilicha-Werke), Пермь (музей истории ПАО «Мотовилихинские заводы»)
- Temrjuk, Region Krasnodar (Freilichtmuseum „Militärhügel“), Темрюк, Краснодарский край (музей под открытым небом «Военная горка»)
- Werchnjaja Pyschma, Region Swerdlowsk (Museumskomplex UGMK), Верхняя Пышма, Свердловская область (Музейный комплекс УГМК)
- Tschita (Museum für die Geschichte der Truppen des Militärbezirks Transbaikalien), Чита (Музей истории войск Забайкальского военного округа)